# Honey & Clover
Honey & Clover (ハチミツとクローバー, Hachimitsu to Kuroobaa) ou HachiKuro (ハチクロ) é uma série de mangá josei criada por Chica Umino e vencedora do 27º Prêmio de Mangá Kodansha. Foi adaptada em um anime, com duas temporadas, um filme live-action e duas séries de TV, uma japonesa e outra taiwanesa.
Com equilíbrio entre a comédia e o drama, o mangá conta a história de cinco amigos que estudam em uma escola de artes, retratando temas cotidianos como a amizade, a escolha de uma profissão, o amor não correspondido e o amadurecimento.

## Enredo
Yuuta Takemoto, Takumi Mayama e Shinobu Morita são três jovens estudantes de uma escola de artes em Tóquio, que vivem no mesmo apartamento.
Um dia, um de seus professores, Shuuji Hanamoto, apresenta a filha de seu primo, Hagumi, que havia ido morar com ele para estudar. Takemoto e Morita logo apaixonam-se por ela e tentam se aproximar de maneiras diferentes. Enquanto o primeiro esconde seus sentimentos e tenta ser seu amigo, o segundo acaba a assustando, fazendo brincadeiras como compará-la a um ratinho e constantemente tirando fotos. A princípio, Hagu é tímida e se esconde das pessoas, mas gradualmente se torna amiga dos três rapazes.
O grupo também inclui outra garota, Ayumi Yamada, mestre em esculturas de cerâmica que faz rapidamente amizade com Hagu. Apesar de ser bastante popular entre os garotos, tem um  amor não correspondido por Mayama. Ele só a considera uma amiga e é apaixonado por uma mulher mais velha, Rika Harada, dona da empresa Harada Design e ex-colega de quarto de Shuuji na faculdade.
A história se desenvolve durante cinco anos da vida desses personagens, mostrando-os em triângulos amorosos, graduando-se na faculdade, encontrando um emprego e aprendendo mais sobre si mesmos.

## Mangá
Os primeiros 14 capítulos do mangá foram lançados na revista CUTiEcomic da Shueisha, de Junho de 2000 a Julho de 2001. Após isso, passou a ser serializado na Young YOU até 2005, quando foi para a revista Chorus. A série foi finalizada em Julho de 2006, com 64 capítulos.
O título da série, Hachimitsu to Clover, é uma junção dos nomes dos álbuns preferidos de Chica Umino: Hachimitsu de Spitz, e Clover de Suga Shikao. Muitas das músicas desse artista são trilhas sonoras do anime. A aparência de Mayama é também baseada em Suga Shikao.
A história da série se passa em uma escola de artes ficcional, baseada na Universidade de Artes Masashino, na cidade de Kodaira, no qual o vocalista do SPITZ foi estudante.

## Anime
Em Abril de 2005, foi ao ar na TV Fuji, a primeira série de anime, com 24 episódios (e posteriormente mais dois OVAs), encerrando em Setembro de 2005.
Também foi produzido uma sequência da série, Honey & Clover II, com 12 episódios, exibidos de Junho de 2006 a Setembro de 2006.

## Filme
Em Julho de 2006, foi lançado nos cinemas japoneses, um filme live-action da série, dirigido por Masahiro Takada, e contava a história da primeira série do anime.